# Laurel Mountain (Pennsylvanie)
Laurel Mountain est un borough situé à l'est du comté de Westmoreland, en Pennsylvanie, aux États-Unis,. En 2010, il comptait une population de 167 habitants, estimée au 1er juillet 2020 à 159 habitants. Le borough est fondé en 1926 et incorporé en 1929.

## Démographie
Lors du recensement de 2010, le borough comptait une population de 167 habitants. Elle est estimée, en 2020, à 159 habitants.